# Брюхово (Ивановская область)
Брюхово — село в Ивановском районе Ивановской области России, входит в состав Балохонковского сельского поселения.

## География
Село расположено в 6 км на северо-запад от центра поселения деревни Балахонки и в 22 км на северо-запад от Иванова.

## История
В конце XIX — начале XX века село входило в состав Кочневской волости Шуйского уезда Владимирской губернии. В 1859 году в селе числилось 16 дворов, в 1905 году — 24 двора.
С 1882 года в селе существовало земское народное училище, помещавшееся в собственном здании.

## Население
| 1859 | 1905 |
| ---- | ---- |
| 135  | 125  |

| 1859 | 1905 | 2010 |
| ---- | ---- | ---- |
| 135  | ↘125 | ↗141 |

## Достопримечательности
В селе расположена недействующая Церковь Покрова Пресвятой Богородицы.
Почти до конца XVIII столетия в селе существовала деревянная церковь, а в 1791 году, вместо неё на средства помещицы Анны Герасимовны Оболдуевой и прихожан началось строительство каменной церкви с колокольней. Строительство было окончено и церковь освящена 2 октября 1805 года. Престолов в церкви было три: в холодной — в честь Покрова Пресвятой Богородицы и в теплых приделах: во имя Святителя и Чудотворца Николая и в честь Рождества Пресвятой Богородицы (устроен на средства помещика Владимира Федоровича Теприцкого в 1854 году).